# Gąsiory (województwo lubelskie)
Gąsiory – wieś w Polsce położona w województwie lubelskim, w powiecie radzyńskim, w gminie Ulan-Majorat.
W latach 1954–1968 wieś należała i była siedzibą władz gromady Gąsiory, po jej zniesieniu w gromadzie Aleksandrów. W latach 1975–1998 miejscowość administracyjnie należała do województwa bialskopodlaskiego.
Wieś jest sołectwem w gminie Ulan-Majorat. Według Narodowego Spisu Powszechnego z roku 2011 wieś liczyła 278 mieszkańców.
Miejscowość jest siedzibą rzymskokatolickiej parafii św. Andrzeja Boboli.

## Części wsi
| SIMC    | Nazwa         | Rodzaj    |
| ------- | ------------- | --------- |
| 1024729 | Koło Kościoła | część wsi |
| 1024853 | Podlasie      | część wsi |
| 1024876 | Podpaskudy    | część wsi |
| 1024899 | Starowieś     | część wsi |